# Larry Flynt (film)
Pour les articles homonymes, voir Larry Flynt et Flint.
Pour plus de détails, voir Fiche technique et Distribution.
Larry Flynt (The People VS. Larry Flynt) est un film américain réalisé par Miloš Forman et sorti en 1996. Il s'agit d'un film biographique sur Larry Flynt, célèbre pour avoir créé le magazine pornographique Hustler.
Le film a obtenu l'Ours d'or à la Berlinale 1997.

## Résumé
En 1952, dans le Kentucky, Larry Flynt et son petit-frère Jimmy vendent de l'alcool de contrebande. Ils vivent dans une petite ferme minable avec leur mère et leur père alcoolique. Vingt ans plus tard, à Cincinnati dans l'Ohio, les deux frères gèrent le Hustler Go-Go Club, une petite boite de strip-tease qui ne fait pas recette. Animé d'une ambition sans limites, Larry veut lancer un magazine de charme avec des photographies nues des danseuses du club, malgré les lois en vigueur dans les années 1970. Avec son mauvais goût délibéré, Larry veut devenir le concurrent de Playboy. Larry fait par ailleurs la connaissance d'Althea Leasure, une jeune danseuse qui travaille pour lui.
Initialement destiné uniquement aux clubs de strip-tease, le magazine Hustler se fait rapidement connaitre par le bouche-à-oreille. Il s'illustre par son audace et son immoralité, provoquant la réaction des ligues de vertu et des associations anti-pornographie notamment celle de Charles Keating. Grand provocateur, Larry publie notamment des images nues de l'ancienne Première dame des États-Unis Jacqueline Kennedy-Onassis. Alors que le succès monte peu à peu, Larry est poursuivi en justice dans l'Ohio pour association de malfaiteurs en 1975. Il est défendu par un jeune avocat très motivé, Alan Isaacman, qui deviendra son ami. Par ailleurs, Larry s'attache aussi à dénoncer les horreurs de la guerre et devient l'homme à abattre.
Même emprisonné, Larry ne veut pas s'arrêter et au contraire cela le pousse à continuer. Il considère les institutions des États-Unis de la même manière que ses collaborateurs, avec un solide mépris. Après son court séjour en prison, il rencontre Ruth Carter Stapleton (en), militante chrétienne évangéliste et sœur du président Jimmy Carter. Elle se rapproche de Larry Flynt et l'exhorte à donner sa vie à Jésus. L'éditeur semble ému et commence à laisser sa nouvelle religion influencer tout dans sa vie, y compris le contenu de Hustler, malgré l'avis d'Althea et de ses collaborateurs. Larry se fait même baptiser.
En 1978, lors d'un autre procès en Géorgie, Larry et Alan se font tirer dessus. Si Alan s'en sort sans aucune séquelle, Larry se retrouve paralysé de la taille aux pieds. Il sera en fauteuil roulant pour le reste de sa vie. Il perd peu à peu la foi et déménage à Beverly Hills et sombre dans la dépression et la consommation de drogue. Pendant ce temps, Althea devient également accro aux analgésiques et à la morphine.
En 1983, après une intervention chirurgicale sur plusieurs nerfs de son dos endommagés, Larry se sent rajeuni et revient au bureau du magazine, qui, en son absence, était dirigé par Althea et Jimmy. Fidèle à ses habitudes, Larry Flynt se retrouve à nouveau dans un tribunal pour avoir divulgué des vidéos relatives à l'affaire de John DeLorean. Il poursuit dans la provocation et renvoie son avocat, Alan Isaacman. Il jette même une orange sur le juge. Il multiplie les provocations notamment un drapeau américain comme couche pour adulte. Après avoir craché de l'eau sur le juge, il est envoyé dans un hôpital psychiatrique, où il retombe dans la dépression. Il publie ensuite un article parodique sur Jerry Falwell, pasteur évangélique baptiste américain et télévangéliste, dans lequel il raconte une rencontre sexuelle ivre avec sa mère. Jerry Falwell porte plainte pour diffamation et détresse émotionnelle. En réponse, Larry Flynt lui intente une action en justice pour atteinte au droit d'auteur, car Falwell a copié son annonce et l'a utilisée pour collecter des fonds pour ses frais juridiques. L'affaire est jugée en décembre 1984, mais la décision est mitigée : Larry Flynt est reconnu coupable d'avoir infligé une détresse émotionnelle mais pas de diffamation. À ce moment-là, Althea a contracté le VIH, qui se transforme en SIDA. Quelque temps plus tard en 1987, Flynt la retrouve morte dans la baignoire, noyée.
Larry Flynt presse alors Alan Isaacman de faire appel de la décision Falwell devant la Cour suprême. L'avocat refuse, disant que ses bouffonneries dans la salle d'audience l'ont humilié. Mais Larry le supplie, disant qu'il veut qu'on se souvienne de lui pour quelque chose de significatif. Finalement, Alan décide de faire valoir la décision de détresse émotionnelle devant la Cour suprême en 1987 dans l'affaire Hustler Magazine v. Falwell (en). Dans la salle d'audience, Larry Flynt demeure assis en silence. Le tribunal annule finalement le verdict initial dans une décision unanime. Après le procès, Larry, seul dans sa chambre, regarde de vieilles bandes vidéo montrant une Althea heureuse et en bonne santé, avant que la tragédie ne les frappe tous les deux.

## Fiche technique
Sauf indication contraire, les informations mentionnées dans cette section peuvent être confirmées par la base de données cinématographiques IMDb,  présente dans la section « Liens externes ».
- Titre original : The People vs. Larry Flynt
- Titre français : Larry Flynt
- Réalisation : Miloš Forman
- Scénario : Scott Alexander et Larry Karaszewski
- Musique : Thomas Newman
- Directeur de la photographie : Philippe Rousselot
- Montage : Christopher Tellefsen
- Production : Michael Hausman, Oliver Stone et Janet Yang
- Société de production : Phoenix Pictures et Columbia Pictures
- Sociétés de distribution : Columbia Pictures (États-Unis), Columbia TriStar Films (France)
- Pays de production :  États-Unis
- Langue originale : anglais
- Genre : drame biographique, film de procès
- Format : couleur
- Budget : 35 millions de dollars
- Durée : 129 minutes
- Dates de sortie : 
  - États-Unis : 13 octobre 1996
  - France : 19 février 1997
- Classification[1] :
  - États-Unis : R
  - France : tous publics

## Distribution
- Woody Harrelson (VF : Dominique Collignon-Maurin ; VQ : Bernard Fortin) : Larry Flynt
- Courtney Love (VF : Marie Vincent ; VQ : Chantal Baril) : Althea Leasure Flynt
- Edward Norton (VF : Damien Boisseau ; VQ : Antoine Durand) : Alan Isaacman
- Brett Harrelson (VF : Bernard Gabay ; VQ : Jean-Luc Montminy) : Jimmy Flynt
- Donna Hanover (VF : Anne Rochant ; VQ : Élizabeth Lesieur) : Ruth Carter Stapleton
- James Cromwell (VF : Michel Bardinet ; VQ : Claude Préfontaine) : Charles Keating
- Richard Paul (VF : Raymond Gérôme ; VQ : Edgar Fruitier) : Jerry Falwell
- Crispin Glover (VF : Éric Metayer ; VQ : Benoit Rousseau) : Arlo
- Vincent Schiavelli (VF : Jean-Claude Balard ; VQ : Jean-Marie Moncelet) : Chester
- Miles Chapin (en) (VF : Érik Colin) : Miles
- James Carville (VQ : Éric Gaudry) : Simon Leis
- Burt Neuborne (VF : Patrick Messe) : Roy Grutman
- Oliver Reed (VF : Henri Poirier ; VQ : Roger Briand) : le gouverneur Rhodes
- Jan Triska : Joseph Paul Franklin
- Cody Block : Larry, à 10 ans
- Ryan Post (VF : Hervé Grull) : Jimmy, à 8 ans
- Stephen Dupree (VF : Pascal Renwick) : un photographe
- Norm Macdonald : le reporter de CBS
- Larry Flynt (VF : Raoul Delfosse ; VQ : Hubert Gagnon) : le juge W. M. Morrissey (caméo)
- Scott Alexander : un client au bar (caméo)
- Larry Karaszewski : l'homme mettant un billet de 1$ dans le costume d'une fille (caméo)

## Production

### Genèse et développement
Le scénario est signé Scott Alexander et Larry Karaszewski. Oliver Stone, producteur du film, a un temps pensé le réaliser lui-même, mais c'est finalement le Tchèque Miloš Forman qui en est le réalisateur.
Pour le rôle principal, la production souhaite initialement Bill Murray. Mais l'acteur ne donnera pas suite à la proposition. Alors que le véritable Larry Flynt imaginait Michael Douglas pour l'incarner, le rôle est proposé à Tom Hanks,. C'est finalement Woody Harrelson qui est choisi.
Pour le rôle d'Althea, Larry Flynt souhaitait Ashley Judd. Alors que Cameron Diaz et Kimberly Williams-Paisley ont notamment auditionné pour le rôle et que Patricia Arquette, Elizabeth Berkley ou encore Mira Sorvino sont envisagées, Courtney Love sera finalement choisie. Même s'il la trouve parfaite pour le rôle, Miloš Forman a des doutes concernant sa santé, due à sa consommation de drogues. Il passe alors un accord avec l'actrice : elle devra se soumettre à des tests de dépistage réguliers. Le réalisateur sera cependant très satisfait de leur collaboration et l'engagera à nouveau pour Man on the Moon (1999).
Pour incarner le frère de Larry Flynt, Jimmy, le véritable frère de Woody Harrelson, Brett Harrelson, est engagé.
Larry Flynt fait un caméo dans ce film inspiré de sa vie. Il y incarne le juge Morrissey qui, jadis, l'envoya en prison durant plusieurs années. Les deux scénaristes Scott Alexander et Larry Karaszewski font eux-aussi des petites apparitions.

### Tournage
Le tournage a lieu de février à avril 1996. Il se déroule en Californie, notamment dans les véritables bureaux de Flynt Publications Building à Beverly Hills et dans l'ancien manoir de Larry Flynt à Bel Air à Los Angeles, dans le Tennessee (Memphis), le Mississippi (Oxford, Senatobia).
Courtney Love sera arrêtée plusieurs fois durant le tournage, au Mississippi et au Tennessee, pour des tenues jugées outrageantes.

## Accueil
Le film reçoit des critiques globalement positives. Sur l'agrégateur américain Rotten Tomatoes, il récolte 88% d'opinions favorables pour 57 critiques et une note moyenne de 7,68⁄10. Sur Metacritic, il obtient une note moyenne de 79⁄100 pour 24 critiques.
Côté box-office, le film récolte 20 300 385 $ aux États-Unis. Dans le monde, les recettes totales s'élèvent à 43 600 385 $. En France, le film enregistre 498 828 entrées.

## Distinctions principales
Source : Internet Movie Database

### Récompenses
- National Board of Review Awards 1996 : Top Ten Films et prix spécial NBR Freedom of Expression
- Berlinale 1997 : Ours d'or
- 54e cérémonie des Golden Globes 1997 : meilleur réalisateur pour Miloš Forman et meilleur scénario pour Scott Alexander et Larry Karaszewski
- Satellite Awards 1997 : meilleur scénario original (ex æquo avec Lone Star) et meilleure actrice dans un second rôle pour Courtney Love
- Writers Guild of America Awards 1997 : prix Paul Selvin Honorary pour Scott Alexander et Larry Karaszewski

### Nominations
- Oscars 1997 : meilleur réalisateur pour Miloš Forman et meilleur acteur pour Woody Harrelson
- 54e cérémonie des Golden Globes 1997 : meilleur film dramatique, meilleure actrice dans un film dramatique pour Courtney Love et meilleur acteur dans un film dramatique pour Woody Harrelson
- Screen Actors Guild Awards 1997 : meilleur acteur pour Woody Harrelson

## Commentaires

### Plaidoirie finale
La plaidoirie finale de l'avocat Alan Isaacman (incarné par Edward Norton). Il s'agit du texte fidèle de la véritable plaidoirie finale d'Alan Isaacman (en) au procès.

### Affiche du film
L'affiche du film représente le héros nu, le bas ventre caché par un drapeau américain, en position de crucifié sur un ventre féminin en string. L'affiche fait l’objet de vives attaques tant aux États-Unis qu’en Europe. Pour apaiser les esprits, Miloš Forman demande lui-même à la société productrice de retirer l’affiche. L’affiche de Larry Flynt reprend d’ailleurs la symbolique de la crucifixion du film Ave Maria, du réalisateur Jacques Richard. Elle est remplacée par l'image d'un homme avec un drapeau sur la bouche faisant office de bâillon, symbolisant la censure.